# Jack Parow

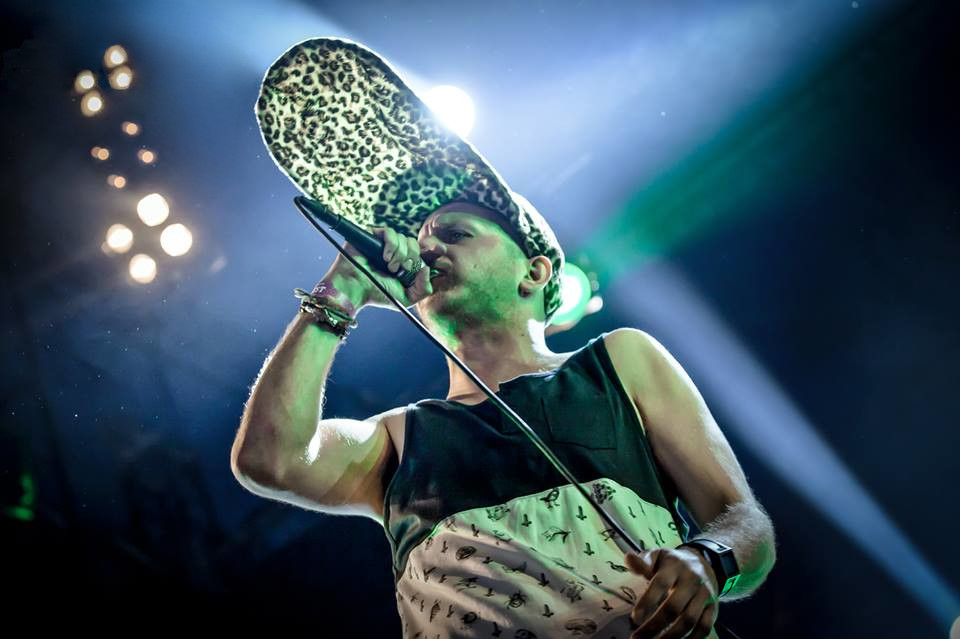
Jack Parow

Jack Parow (eigentlich Zander Tyler; * 22. Februar 1982 in Bellville, Kapstadt, Westkap, Südafrika) ist ein südafrikanischer Rapper.
Bekannt wurde er unter anderem durch sein Mitwirken beim Musikstück „Die Vraagstuk“ mit „Die Heuwels Fantasties“. Mit derselben Gruppe trat er 2009 beim Festival Oppikoppi auf. Bekannt wurde er auch durch die Mitarbeit bei den Songs „Wat Pomp“ and „Doos Dronk“ mit den Gruppen „Die Antwoord“ und „Fokofpolisiekar“.

## Werdegang
Seit Parow Hip-Hop und Rap das erste Mal hörte, hatte er den Wunsch, selbst zu agieren. Zuerst rappte er in englischer Sprache. Doch schon bald merkte er, dass es für ihn viel lukrativer ist, in der Sprache Afrikaans zu rappen.

## Popularität
Jack Parows Popularität ist das Resultat der wachsenden Popularität der südafrikanischen Subkultur Zef. Parow beschrieb diese Bewegung in einem Interview: „It's kind of like Posh, but the opposite of Posh.|200|50| Interview with Jack Parow“ (Es ist als wäre man vornehm, gleichzeitig jedoch das Gegenteil davon.)

## Diskografie
Jack Parow veröffentlichte eine EP im Dezember 2009. Die EP wurde auf einem USB-Massenspeicher in Form eines Speiseeises verkauft und beinhaltet 10 Musikstücke und 6 Musikvideos. Insgesamt wurden nur 600 dieses USB-Sticks produziert. Sein zweites Album veröffentlichte er im Mai 2010. Es enthält 13 Titel.
- Cooler as Ekke EP (2009)
- Jack Parow (2010)
- Eksie Ou (2012)
- Nag Van Die Lang Pette (2014)
- Dis Hoe Ons Rol (2016)